# Brad Bird
Brad Bird (celým jménem Phillip Bradley Bird; * 24. září 1957 Kalispell, Montana, Spojené státy americké) je americký režisér, scenárista a animátor.

## Život
Narodil se v Kalispellu v Montaně, jako nejmladší ze čtyř dětí matce Marjorie A. (rozená Cross) a Philipu Cullenu Birdovi. Jeho otec obchodoval s propanem a jeho dědeček Francis Wesley „Frank“ Bird, který se narodil v Irsku ve Sligu, byl prezidentem a generálním ředitelem ve společnosti Power Montana. Do svých 11 let se díval na pohádky z pocházející produkce Walt Disney Studios a toužil stát se součástí animačního týmu. Brzy nato začal pracovat na svých vlastních patnáctiminutových animovaných filmech. Do dvou let dokončil svoji animaci, která ohromila animační společnost. Do svých 14 let byl externím animátorem, za svou práci byl pochválen Miltem Kahlem, kterého považoval za hrdinu. Po absolvování Corvallis High School v Corvallis v Oregonu v roce 1975 si udělal tříletou pauzu. Poté získal od společnosti Disney stipendium na nově vzniklý Kalifornský institut umění ve Valencii v Kalifornii, kde se setkal s dalším budoucím animátorem, spoluzakladatelem Pixaru Johnem Lasseterem.